# Bergerhof (Troisdorf)

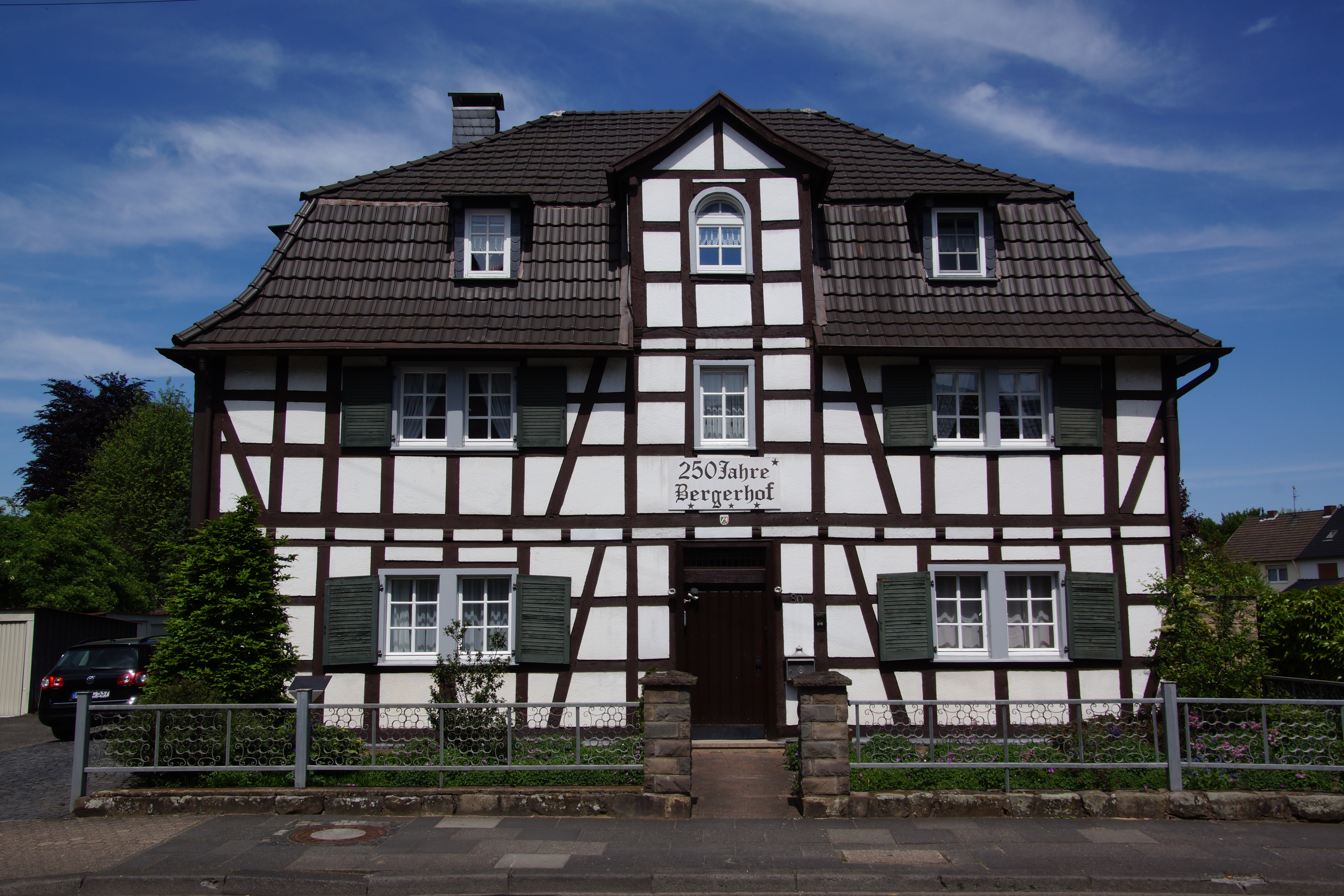
Bergerhof in Troisdorf

Der Bergerhof ist ein denkmalgeschütztes Fachwerkhaus und ehemaliges Zollhaus an der Frankfurter Straße in Troisdorf-Mitte im Rhein-Sieg-Kreis in Nordrhein-Westfalen.

## Geschichte
Die erste bekannte Erwähnung des „Bergerhofes zu Droisdorp (Troisdorf)“ im Besitz von Dederich Stail und seiner Frau Guetgyn ist auf den 24. Dezember 1445 datiert. Im Jahr 1453 geht das Gut durch Heirat an die Familie von Lülsdorf über. Von diesem Jahr an gehört der Hof bis 1816 zum Hofgericht in Lülsdorf.
Das Anwesen hieß ursprünglich ''Bergischer Hof'' und hatte lange Zeit die Funktion einer Zollerhebungsstätte und eines Militärstützpunktes an der Grenze des Herzogtums Berg in der Nähe der Furt über die Agger.
Von 1557 bis 1912 wurde der Bergerhof durch Halfmänner bzw. Pächter bewirtschaftet. 1912 endete die Land- und Hofbewirtschaftung. Das aktuelle Gebäude stammt aus dem Jahr 1754.